# 永田守
永田 守（ながた まもる、1954年1月26日 - ）は、TCエンタテインメント株式会社取締役相談役。映画プロデューサー。元TBSラジオ・テレビのプロデューサー。慶應義塾大学卒業。

## 人物
祖父は大映の創始者・永田雅一。1978年TBSに入社し、ラジオ、テレビの制作に携わる。2005年にTBSとカルチュア・コンビニエンス・クラブ（CCC）の共同出資で設立されたTCエンタテインメントに出向。専務取締役を経て現職。テレビ局に入社した理由は転勤が少ないことと、親のコネがあった事であるという。
プロデュースした映画「そこのみにて光輝く」は2014年度キネマ旬報ベスト・テン1位を獲得した。祖父・永田雅一は製作者として「祇園の姉妹」（1936年）と「白い巨塔」（1966年）でキネマ旬報ベスト・テン1位を獲得し、同じく父の秀雅も1962年に「私は二歳」でキネマ旬報ベスト・テン1位を獲得しているので、永田家3代に亘ってベスト1に輝いている。
ニッポン放送と軋轢を起こし同局を干されてしまった伊集院光をTBSラジオに誘った人物でもあり、伊集院のトークではよく永田のエピソードが語られている。

## 主な担当番組

### テレビ
- 痛快なりゆき番組 風雲!たけし城
- 素敵な気分De!

### ラジオ
- 進め!おもしろバホバホ隊
- コサキンDEワァオ!
- 伊集院光 深夜の馬鹿力

## 映画作品
- 少女たちの羅針盤（2011年）
- ヨコハマ物語（2013年）
- そこのみにて光輝く[3]（2014年）
- 死んだ目をした少年（2015年）- メイキング映像（DVD特典）ディレクションも担当[4]

## 関連人物
- 湯川哲生（TBSの同期、現・テレビユー山形取締役相談役、元社長)
- 信国一朗（TBSの同期、現・緑山スタジオ・シティ代表取締役会長、テレビユー福島顧問、元社長）
- 岩城浩幸（TBSの同期、現・TBSメディア総合研究所取締役編集長、元TBSテレビ報道局上席解説委員）